# 두 아내 (드라마)
《두 아내》는 2009년 5월 4일부터 2009년 10월 30일까지 방영된 SBS 일일드라마이며 전작(아내의 유혹)을 잇는 아내 시리즈 2탄으로 기대를 모았는데 가족중심적 스토리로 전개됐으나 불륜, 이혼, 기억상실, 불치병 등 흔히 통속극에서 사용되는 일명 '자극적' 소재를 극 곳곳에 차용해 시청자들의 질타를 받았고 극 후반부까지 반전에 반전이 거듭된 가운데 일부 시청자들로부터 '막장드라마'라는 혹평을 받았으며 2009년 10월에만 6차례 결방되어 아쉬움을 남겼고 SBS는 해당 작품 이후 일일드라마를 주말 시간에 재방송하지 않았다.

## 기획 의도
조강지처 영희와 불륜녀 지숙 그 사이에서 두 집 살림하는 남자 철수의 이야기

## 등장 인물

### 주요 인물
- 김지영 : 윤영희 역 - 전문대 생활체육학과 졸업, 주부
- 김호진 : 강철수 역 - 영희의 남편, 무명 작가
- 손태영 : 한지숙 역 - 철수의 내연녀
- 강지섭 : 송지호 역 - 영희의 새 연인

### 윤영희 가족
- 강한별 : 강도현 역 - 철수와 영희의 아들
- 이유진 : 조미미 역 - 영희의 친구, 헬스클럽 강사
- 이선호 : 윤남준 역 - 영희의 남동생, 미미의 연인
- 전무송 : 윤장수 역 - 영희의 아버지
- 조양자 : 서춘화 역 - 영희의 어머니

### 강철수 가족
- 김용림 : 장영자 역 - 철수의 어머니
- 김윤경 : 강도희 역 - 철수의 여동생
- 강성진 : 안광태 역 - 도희의 남편
- 김영란 : 오달자 역 - 광태의 어머니

### 한지숙 가족
- 김수정 : 한소리 역 - 지숙과 영민의 딸
- 고정민 : 유영선 역 - 지숙의 유일한 친구

### 송지호 가족
- 김혜옥 : 민여사 역 - 지호의 어머니

### 그 외 인물
- 김하균 : 정태수 역 - 달자의 애인
- 최원영 : 이영민 역 - 지숙의 옛 연인, 지호의 대학동기
- 윤지민 : 오혜란 역 - 보험회사 지점장, 지호의 대학동기
- 이미숙 : 병원 불임과 의사 역
- 허맹호 : 의사 역
- 이승효 : 규석 역
- 김태영 : 의사 역
- 장준호 : 편집장 역
- 민아령 : 유치원 선생님 역
- 정종현
- 최윤준
- 박팔영
- 전성환
- 강민석
- 송민형 : 남준이의 아버지 역
- 김정하 : 남준이의 어머니 역

### 특별 출연
- 전현아 : 구청 직원 역
- 황정음 : 지호 맞선 녀 역

## 결방
- 2009년 5월 29일 - 7시부터 특선 《SBS 스페셜》 '백마디 말보다 소중한 단 한번의 포옹' 편성
- 2009년 7월 24일 - 7시 45분부터 맨체스터 유나이티드 2009 아시아투어 《맨체스터 유나이티드 VS FC 서울 》중계 편성에 따라[4] 《SBS 8 뉴스》가 7시로 이동하여 결방
- 2009년 8월 12일 - 7시 45분부터 축구 국가대표 평가전 <대한민국 VS 파라과이> 중계 편성 때문에 《SBS 8 뉴스》가 7시로 이동하여 결방[5]
- 2009년 9월 25일 - 6시부터 <슈퍼모델 선발대회> 1~2부 편성[6]
- 2009년 10월 2일 - 6시 15분부터 추석특집 <2009 동안선발대회> 편성[7]
- 2009년 10월 8일 - 6시 55분부터 《부산 국제 영화제》 개막식 편성[8]
- 2009년 10월 13일 - 5시 55분부터 프로야구 플레이오프 5차전 <두산 베어스 VS SK 와이번스> 중계 때문에 결방됐는데[9] 우천으로 노게임이 선언되어 이 날 결방될 뻔한 8시 55분 월화 미니시리즈 《천사의 유혹》과 《생활의 달인》 《강심장》이 정상방영[10]
- 2009년 10월 14일 - 7시 45분부터 축구 국가대표 평가전 <대한민국 VS 세네갈> 중계 편성 때문에 《SBS 8 뉴스》가 7시로 이동하여 결방[11]
- 2009년 10월 16일 - 5시 55분부터 프로야구 한국시리즈 1차전 <SK 와이번스 VS KIA 타이거즈> 중계 편성[12]
- 2009년 10월 20일 - 5시 55분부터 프로야구 한국시리즈 4차전 <KIA 타이거즈 VS SK 와이번스> 중계 편성[13]
- 2009년 10월 23일 - 5시 30분부터 <SBS 희망TV 기아체험> 1~2부 편성[14]

## 2회 연속 방영
- 2009년 10월 30일 - 6시 30분부터 119 ~ 120회 연속[15] 편성됐으며 《생방송 투데이》는 5시, <귀농프로젝트 농비어천가>는 5시 40분으로 이동

## 참고 사항
- 당초 제목은 <이 사람을 어찌할까요>였으나 <두 아내>로 제목을 바꿨다. 제작진은 "불륜으로 인해 이혼을 맞은 부부의 아픔을 그린 작품 내용을 볼 때 '이 사람을 어찌할까요'는 지나치게 포괄적이라는 느낌이 들어서 시청자들이 쉽게 다가갈 수 있는 제목으로 변경을 결정했다"고 말했다.[16]
- 실제 고부지간 김용림-김지영이 고부 역할을 맡아 화제가 되었다.[17]